# Hailee Steinfeld
Hailee Steinfeld (Los Angeles, VS, 11 december 1996) is een Amerikaans actrice, model en zangeres.

## Biografie
Voor haar acteerprestatie in True Grit won ze dertien awards en werd ze nog eens twaalfmaal genomineerd voor onder meer een Oscar voor beste vrouwelijke bijrol, een BAFTA voor beste vrouwelijke bijrol en een MTV Movie Award voor beste nieuwkomer. In mei 2011 werd ze gekozen als gezicht voor Miu Miu. Hailee presenteerde de MTV EMA's in 2018.
Ze bracht op 7 augustus 2015 het nummer "Love Myself" uit. Ze maakte haar doorbraak met het nummer "Starving", waarmee ze 18 weken in de Nederlandse Top 40 verbleef. Het piekte op de zevende plaats.

## Discografie

### Singles
| Single met eventuele hitnotering(en) in de Nederlandse Top 40 | Datum van verschijnen | Datum van binnenkomst | Hoogste positie | Aantal weken | Opmerkingen                                                           |
| ------------------------------------------------------------- | --------------------- | --------------------- | --------------- | ------------ | --------------------------------------------------------------------- |
| Love Myself                                                   | 2015                  | 07-11-2015            | 26              | 10           | Nr. 37 in de Single Top 100                                           |
| Rock Bottom                                                   | 2016                  | 07-05-2016            | tip17           | -            | met DNCE                                                              |
| Starving                                                      | 2016                  | 03-09-2016            | 7               | 18           | met Grey & Zedd / Nr. 11 in de Single Top 100                         |
| Most Girls                                                    | 2017                  | 28-04-2017            |                 |              | Nr. 76 in de Single Top 100                                           |
| Let Me Go                                                     | 2017                  | 04-11-2017            | tip4            | -            | met Alesso, Florida Georgia Line & Watt / Nr. 77 in de Single Top 100 |
| Capital Letters                                               | 2018                  | 10-02-2018            | tip9            | -            | met Bloodpop / Nr. 95 in de Single Top 100                            |

- Bibsys: 14024997
- Biblioteca Nacional de España: XX5450199
- Bibliothèque nationale de France: cb16768021b (data)
- CiNii: DA18722796
- Gemeinsame Normdatei: 1064683614
- International Standard Name Identifier: 0000 0001 2069 2479
- Library of Congress Control Number: no2011086258
- MusicBrainz: 373f5bcf-f1ce-4515-83ed-0b8ed636bc14
- Nationale Bibliotheek van Tsjechië: xx0207931
- Nationale Bibliotheek van Israël: 987007327855005171
- Nederlandse Thesaurus van Auteursnamen: 400832844
- Système universitaire de documentation: 16519362X
- Virtual International Authority File: 171709613
- WorldCat: E39PBJr3m39GcPx8fDfHMtbfMP